# Aznalcázar
Aznalcázar es un municipio de la provincia de Sevilla, Andalucía, España. Su extensión superficial es de 450 km². Se encuentra situada a una altitud de 66 metros y a 25 kilómetros de la capital de provincia. Cuenta con una población de 4886 habitantes (INE 2024).

## Geografía
| Huévar del Aljarafe         | Benacazón | Umbrete Bollullos de la Mitación |
| Pilas                       |           | Puebla del Río                   |
| Villamanrique de la Condesa | Almonte   | Benacazón                        |

## Historia
El académico José Hernández Díaz identificó Aznalcázar con la ciudad celtíbera de Lontigi u Olontigi. Este pueblo estuvo fortificado desde la época romana. También se ha encontrado una necrópolis de la etapa visigoda. En la etapa musulmana se llamaba Hisn-al-Qasar, que significa "Fortaleza del Palacio". En la época musulmana fue la capital de uno de los cuatro distritos jurídicos en los que estaba dividida la actual comarca del Aljarafe. 
En 1251 este pueblo y Sanlúcar de Barrameda fueron reconquistados por los cristianos. En el repartimento se donó Aznalcázar a la ciudad de Sevilla, por lo que compartieron los mismos derechos y fueros. Posteriormente se convirtió en un señorío, siendo el núcleo más importante del marquesado del Pedroso y de las Torres. Los señoríos fueron abolidos a comienzos del siglo XIX.
En 1594 consta que contaba con 534 vecinos pecheros.

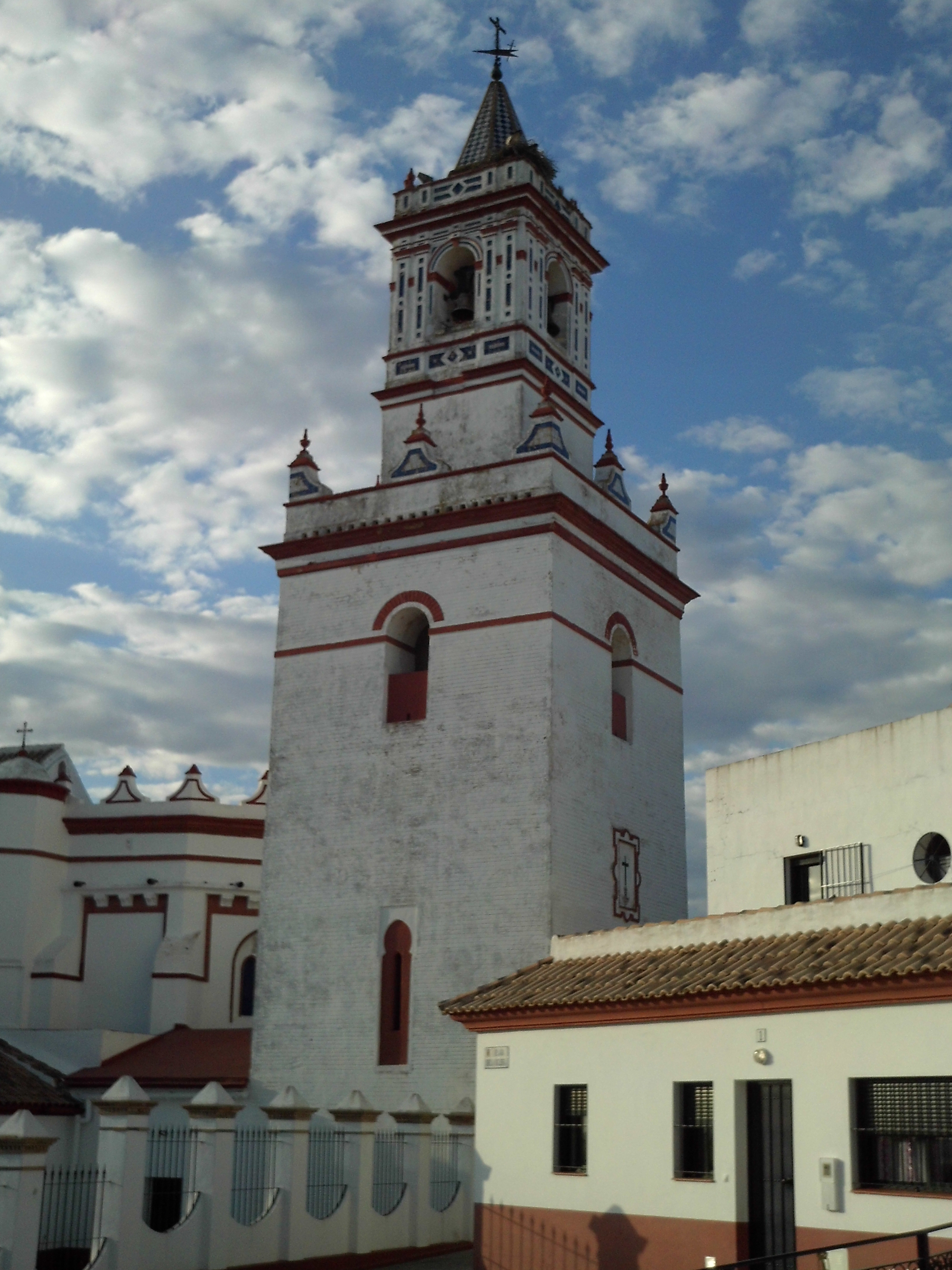
Campanario de la Iglesia de San Pablo
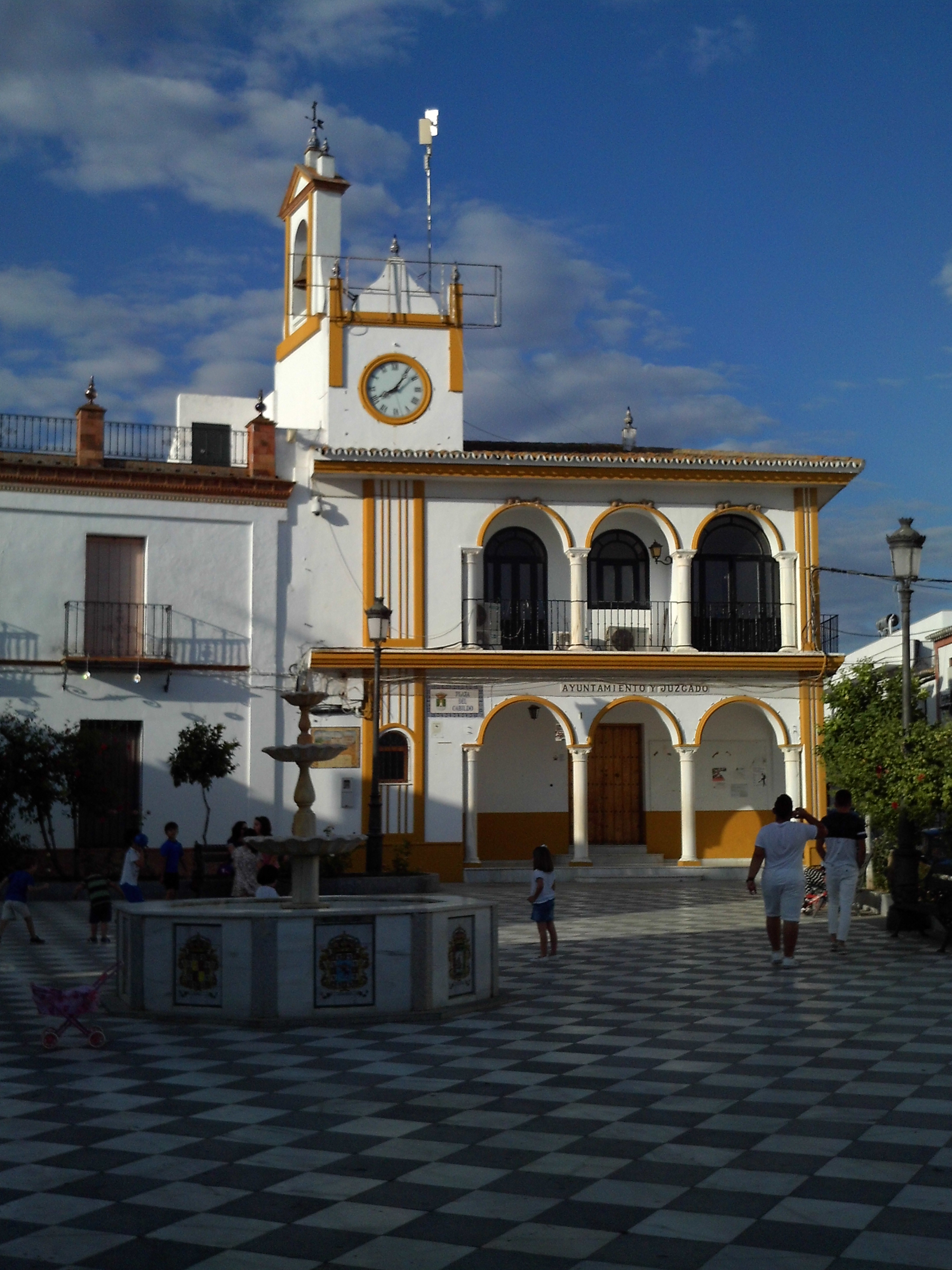
Plaza del Cabildo
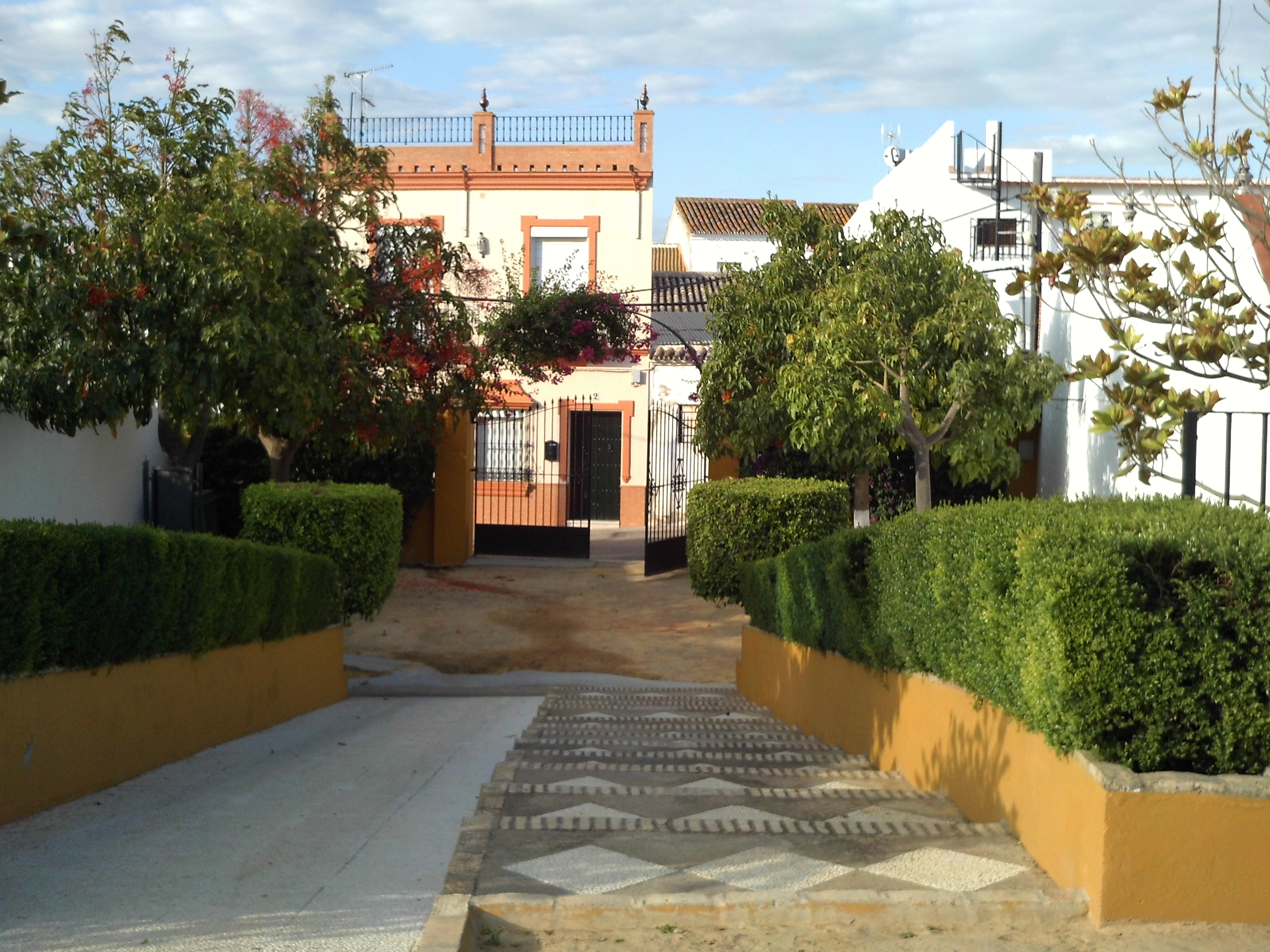
Parque del cerro
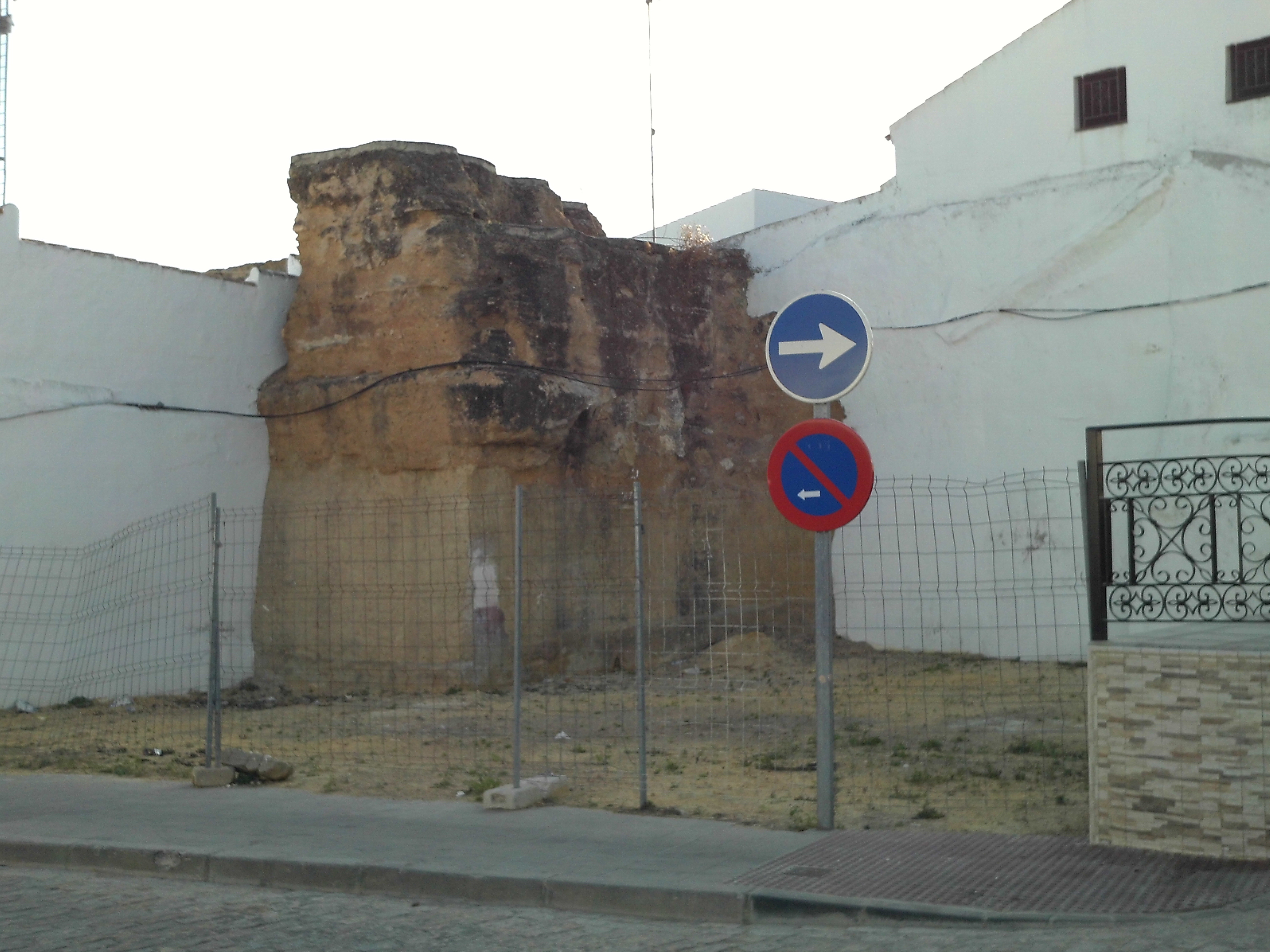
Restos del Alcázar

## Demografía
Cuenta con una población de 4886 habitantes (INE 2024).
| Gráfica de evolución demográfica de Aznalcázar entre 1842 y 2021                                                      |
| |
| Población de derecho según los censos de población del INE. Población de hecho según los censos de población del INE. |

| Núcleos de población de Aznalcázar |             |                             |
| Núcleos de población               | Hab. (2015) | Distancia a Aznalcázar (km) |
| Aznalcázar                         | 4239        | -                           |
| Las Minas                          | 38          | 1,2                         |
| Total municipio                    | 4469        |                             |

## Economía
En lo que respecta a la agricultura posee 14 197 ha de cultivos herbáceos, de las cuales 4674 ha son de arroz y 1381 ha son de trigo. También hay 3356 ha de cultivos leñosos, de las cuales 1479 son de olivar de aceituna de mesa. Al noreste del pueblo se encuentra el polígono industrial Torrealcázar. La empresa de aceitunas La Española, que produce para su marca y para Mercadona, tiene una fábrica en Aznalcázar y otra en Alcoy.

## Cultura

### Patrimonio
- Iglesia de San Pablo: Templo de estilo gótico-mudéjar, que data de finales del siglo XIV o principios del XV.
- Plaza del Cabildo: Con edificios de los siglos XVII y XVIII.
- Fuente Vieja: Fuente pública decorada con azulejos que data de finales del siglo XVIII.
- Cerro del Alcázar: Un pequeño parque público que está donde estuvo el alcázar del pueblo.
- Pinares de Aznalcázar: se sitúa a tan solo 2 km de la localidad y es uno de los espacios forestales de mayor interés ecológico dentro de la provincia de Sevilla. Recorriendo esta densa masa arbórea, veremos una zona recreativa equipada con instalaciones para los menores, pasarela para pasear, zona de ocio y merenderos para los visitantes. También existen senderos señalizados, carriles bici, pistas americanas (un circuito donde se alterna la carrera con diversos aparatos para realizar ejercicios) y circuitos ecuestres.  Los pinares están compuestos fundamentalmente por pino piñonero, junto al matorral mediterráneo, Jara, Romero, brezo, y muchas otras especies. Posee una amplia vegetación perimarismeña que le dan a esta área forestal un alto valor paisajístico. En cuanto a las aves, este espacio de 12.000 ha alberga colonias de milano negro y cárabos comunes, y por supuesto cigüeñas blancas que en su época podrá observarlas a lo largo del recorrido en las copas de los árboles. Disfrutará también de un área estratégica por estar cerca del parque nacional Doñana.

### Fiestas
La Semana Santa destaca por las siguientes salidas: El Jueves Santo procesiona la Hermandad de la Vera Cruz (Seráfica, Real, Piadosa, Muy Antigua y Muy Noble Hermandad y Cofradía de Nazarenos del Santísimo Cristo de la Vera Cruz, Nuestra Señora de la Encarnación y Santa María Magdalena). El Viernes Santo, también procesiona la Hermandad de Santiago (Real, Ilustre, Fervorosa y Muy Antigua Hermandad de Santiago Apóstol y Cofradía de Nazarenos del Santísimo Cristo del Buen Fin, María Santisima de las Angustias y San Juan Evangelista).
- Celebración en el mes de mayo o junio (según la fiesta variable de Pentecostés), peregrinación a la Ermita del Rocío (Almonte) para la procesión de la Virgen del Rocío.
  - Una de las estampas más bonitas y que aglomera a mayor cantidad de personas, es el paso de las hermandades en su peregrinación por el Vado de Quema, estando este en término de Aznalcázar.
- 25 de julio, procesión de Santiago Apóstol y María Santísima de las Angustias. Las Fiestas de Santiago de la localidad fueron declaradas en 2008 como de Interés Turístico de Andalucía.[6]
- Último domingo de septiembre, procesión de Nuestra Señora de la Encarnación.
- Último domingo de octubre, procesión de Nuestro Padre Jesús del Socorro.

Otras de las fiestas más populares de esta localidad, es la celebración de la Feria en honor al Corpus Christi, realizándose en el mes de junio.

## Personas destacadas
- José Antonio Rodríguez Manfredi, ingeniero e investigador
- Antonio García Villarán, catedrático en Bellas Artes y youtuber.